# José María Sobral

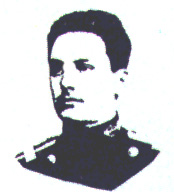
José Maria Sobral

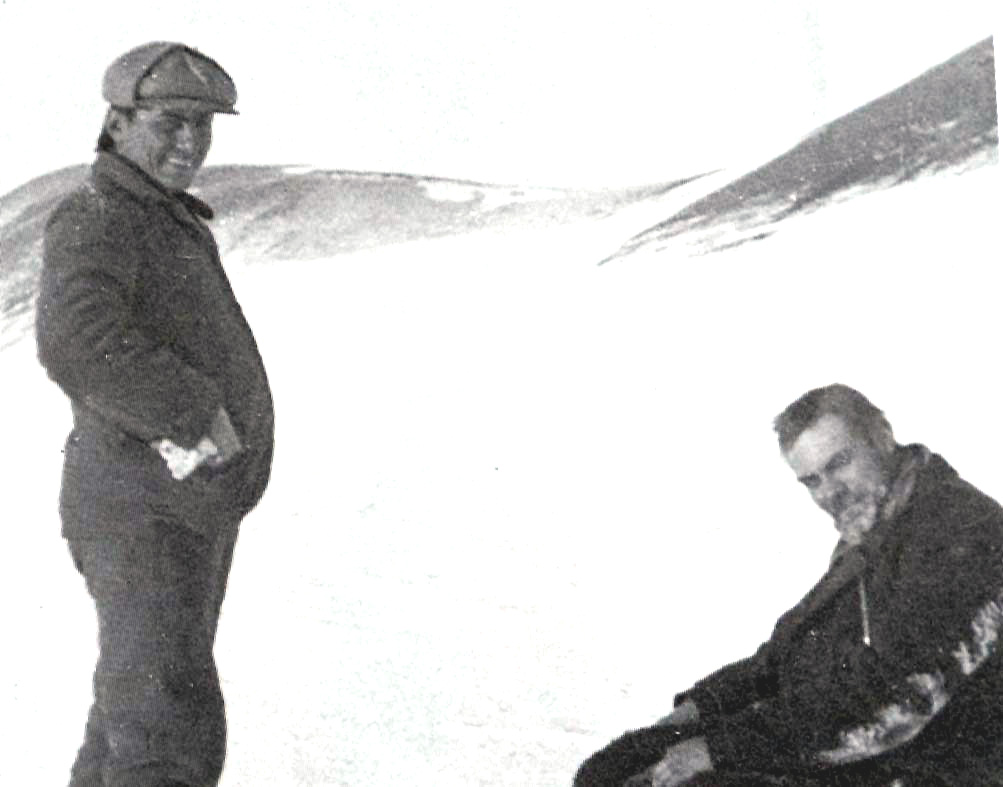
Sobral och Nordenskjöld

Alférez José Maria Sobral, född 14 april 1880 i Gualeguaychú Entre Ríosprovinsen, död 14 april 1961 i Buenos Aires, var en  argentinsk sjöofficer, geolog och upptäcktsresande. Sobral deltog i den Första svenska Antarktisexpeditionen (1901 - 1903).

## Biografi
1895 började Sobral som officersaspirant på Escuela Naval (Kadettskolan) där han tog sin examen 1898. Därefter tjänstgjorde han åren 1899 - 1900 på fregatten "Sarmiento" .
1901 deltog Sobral sedan på den svenska Antarktisexpeditionen under ledning av Otto Nordenskjöld efter att Argentina bidragit med förnödenheter och proviant. Sobral skulle utföra en rad meteorologiska och geologiska studier och blev den förste argentinaren att sätta sin fot på Antarktis.
1904 publicerade han sin dagbok "Dos años entre los hielos" från den dramatiska expeditionen. Han lämnade sedan flottan och for till Sverige för att fortsätta studera geologi vid Uppsala universitet. Sobral doktorerade 1913.
Den 6 september 1906 gifte han sig med svenskan Elna W. Klingström och paret fick nio barn där 4 föddes i Sverige och fem i Argentina .
1914 återvände Sobral till Argentina där han arbetade som ledare för Gruv- och Hydrologidepartementet från 1922 fram till 1930 .
1930 - 1931 var han konsul på Argentinas ambassad i Norge innan han därefter började arbeta som geolog på det nationella oljebolaget Yacimientos Petrolíferos Fiscales (YPF) .
Sobral gick i pension 1935 men fortsatte att föreläsa om geologi fram till sin död 1961.